# Lucy Deakins
Lucy Helyn Deakins (New York, 18 december 1971) is een Amerikaanse advocate en voormalige actrice.

## Biografie
Deakins werd geboren op 18 december 1971 in New York als dochter van Alice, hoogleraar aan de Columbia-universiteit, en Roger, hoogleraar aan de New York-universiteit. Ze studeerde af aan de Stuyvesant High School en schreef zich in 1988 in aan de Harvard-universiteit. In 1994 behaalde ze haar diploma in vergelijkende godsdienstwetenschappen. Ze nam een pauze van haar acteercarrière om door Europa te backpacken. In september 1999 trouwde ze met John Jay Arnold, het paar heeft twee kinderen.
Deakins studeerde in 2007 af aan de University of Washington School of Law. Ze specialiseerde zich in energierecht en stapte vervolgens over naar familierecht en strafrecht. Ze was partner bij het advocatenkantoor Dunsing, Deakins & Galera in Denver en startte daarna haar eigen praktijk. Sinds 2013 behandelt ze uitsluitend zaken in hoger beroep.

## Filmografie
- Biblioteca Nacional de España: XX1296554
- Bibliothèque nationale de France: cb14169987p (data)
- International Standard Name Identifier: 0000 0000 6301 4777
- Library of Congress Control Number: no2013064494
- Trove: 1024464
- Virtual International Authority File: 12515112
- WorldCat: E39PBJgtbbfjXg4HVw7vqpk7HC